# Smreczyński Staw
Smreczyński Staw – polodowcowe jezioro morenowe w polskich Tatrach Zachodnich. Nazwa pochodzi od dawnej Hali Smreczyny.

## Opis

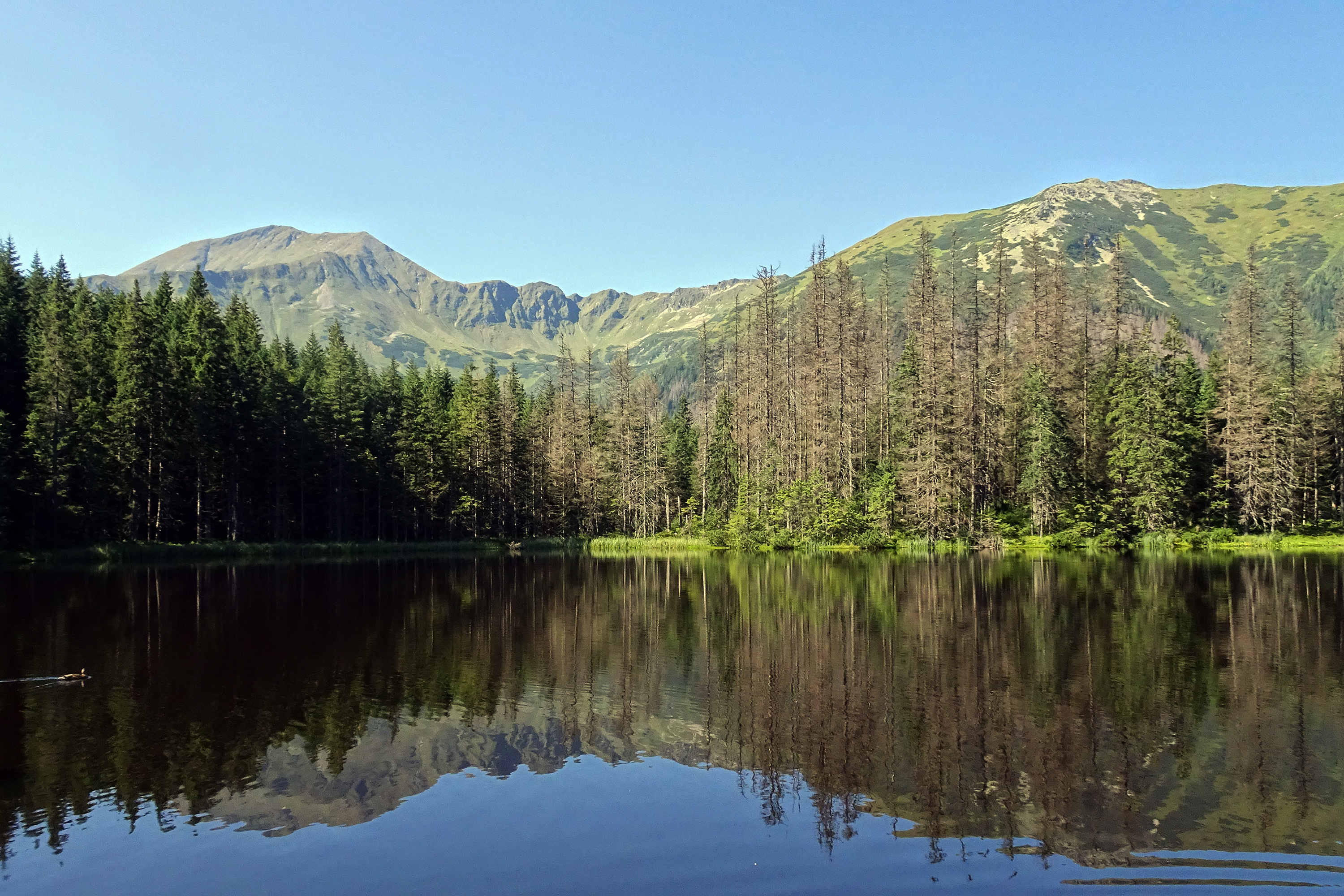
Smreczyński Staw, w tle m.in. Bystra, Błyszcz i Zadni Ornak

Staw znajduje się w górnej części Doliny Kościeliskiej, u wylotu Doliny Pyszniańskiej i Hali Smreczyny, na wysokości 1226 m. Powstał w zagłębieniu między morenami dwóch lodowców. Średnia głębokość – 1,8 m, głębokość maksymalna – 5,3 m, powierzchnia – 0,75 ha, pojemność – 13 540 m³. Przeźroczystość wody wynosi zaledwie 1,5–2 m.
Otoczony jest lasem, ponad którym widoczne są szczyty: Smreczyński Wierch (2086 m n.p.m.), Kamienista (2126 m), Błyszcz (2158 m), zbocza Starorobociańskiego Wierchu (2178 m), przez które przebiega granica polsko-słowacka. Blisko stawu są dwie zarastające leśne polany: Wyżnia i Niżnia Smreczyńska.

## Przyroda
Od innych tatrzańskich jezior różni się wysokim rozwojem życia organicznego i występowaniem płazów; stwierdzono traszkę górską i karpacką oraz żabę trawną. Jest to jedno z nielicznych jezior tatrzańskich, które nie jest położone na dnie dzikiego kotła polodowcowego otoczonego stromymi ścianami, lecz na równinie w lesie. Brzegi są bagniste, porośnięte roślinami bagiennymi. W 1850 r. Kazimierz Wodzicki ocenił: „woda brunatna i śmierdząca, pełna robactwa”.
Smreczyński Staw znajduje się na obszarze ochrony ścisłej „Pyszna, Tomanowa, Pisana”. W wodzie obfity fitoplankton, głównie bruzdnice, oraz rzadki w Polsce słodkowodny krasnorost Batrachospermum. Nad brzegami rośnie czermień błotna – gatunek rzadki w Karpatach. Na stawie zatrzymują się na odpoczynek ptaki przelotne.

## Smreczyński Staw w kulturze
Górale uważali, że jezioro to nie ma dna. Według legendy, gdy pewien gazda zaczął kopać rów odwadniający, by spuścić z niego wodę i zamienić go na łąkę, głos z wody ostrzegł go, że zatopi wszystkie miejscowości, aż do morza.
Smreczyński Staw był zwiedzany i podziwiany przez wielu znanych twórców. Malowali go m.in. Walery Eljasz-Radzikowski, Wojciech Gerson, Leon Wyczółkowski. Stefan Żeromski opisał go w II tomie Popiołów, a Seweryn Goszczyński w utworze Oda.

## Szlaki turystyczne
od krzyżówki z główną drogą biegnącą Doliną Kościeliską, tuż poniżej schroniska na Hali Ornak. Trasa zaczyna się na wysokości 1106 m n.p.m. i prowadzi przez ścisły rezerwat przyrody: długość 1,2 km, różnica wysokości 120 m (30 min, ↓ 25 min).